# Фолкрофт (Пенсільванія)
Фолкрофт (англ. Folcroft) — місто (англ. borough) в США, в окрузі Делавер штату Пенсільванія. Населення — 6792 особи (2020).

## Географія
Фолкрофт розташований за координатами 39°53′20″ пн. ш. 75°16′35″ зх. д. / 39.88889° пн. ш. 75.27639° зх. д. (39.888889, -75.276506).  За даними Бюро перепису населення США в 2010 році місто мало площу 3,68 км², з яких 3,23 км² — суходіл та 0,46 км² — водойми.

## Демографія
Згідно з переписом 2010 року, у селищі мешкало 6606 осіб у 2461 домогосподарстві у складі 1721 родини. Густота населення становила 1795 осіб/км².  Було 2600 помешкань (706/км²).
Расовий склад населення:
| - 67,1 % — білих - 26,0 % — чорних або афроамериканців - 2,9 % — азіатів - 0,3 % — корінних американців - 1,4 % — осіб інших рас |

До двох чи більше рас належало 2,4 %. Частка іспаномовних становила 4,6 % від усіх жителів.
За віковим діапазоном населення розподілялося таким чином: 25,2 % — особи молодші 18 років, 62,5 % — особи у віці 18—64 років, 12,3 % — особи у віці 65 років та старші. Медіана віку мешканця становила 35,1 року. На 100 осіб жіночої статі у селищі припадало 94,8 чоловіків;  на 100 жінок у віці від 18 років та старших — 90,5 чоловіків також старших 18 років.
Середній дохід на одне домашнє господарство  становив 58 313 долари США (медіана — 52 246), а середній дохід на одну сім'ю — 59 663 долари (медіана — 54 741). Медіана доходів становила 42 579 доларів для чоловіків та 39 356 доларів для жінок. За межею бідності перебувало 20,4 % осіб, у тому числі 41,8 % дітей у віці до 18 років та 3,9 % осіб у віці 65 років та старших.
Цивільне працевлаштоване населення становило 3037 осіб. Основні галузі зайнятості: освіта, охорона здоров'я та соціальна допомога — 26,1 %, науковці, спеціалісти, менеджери — 13,7 %, роздрібна торгівля — 12,2 %, виробництво — 11,2 %.